# 真田丸之戰
真田丸之戰是大坂冬之陣的一場重要戰役，井伊直孝、前田利常在12月4日發動攻勢，不過遭到守軍頑強抵抗。最終因死傷太多而撤退。雖然戰事在大坂城（城外）發生，但只有真田丸受到正面攻擊，因此被稱為「真田丸之戰」。